# Compagnie française Thomson-Houston

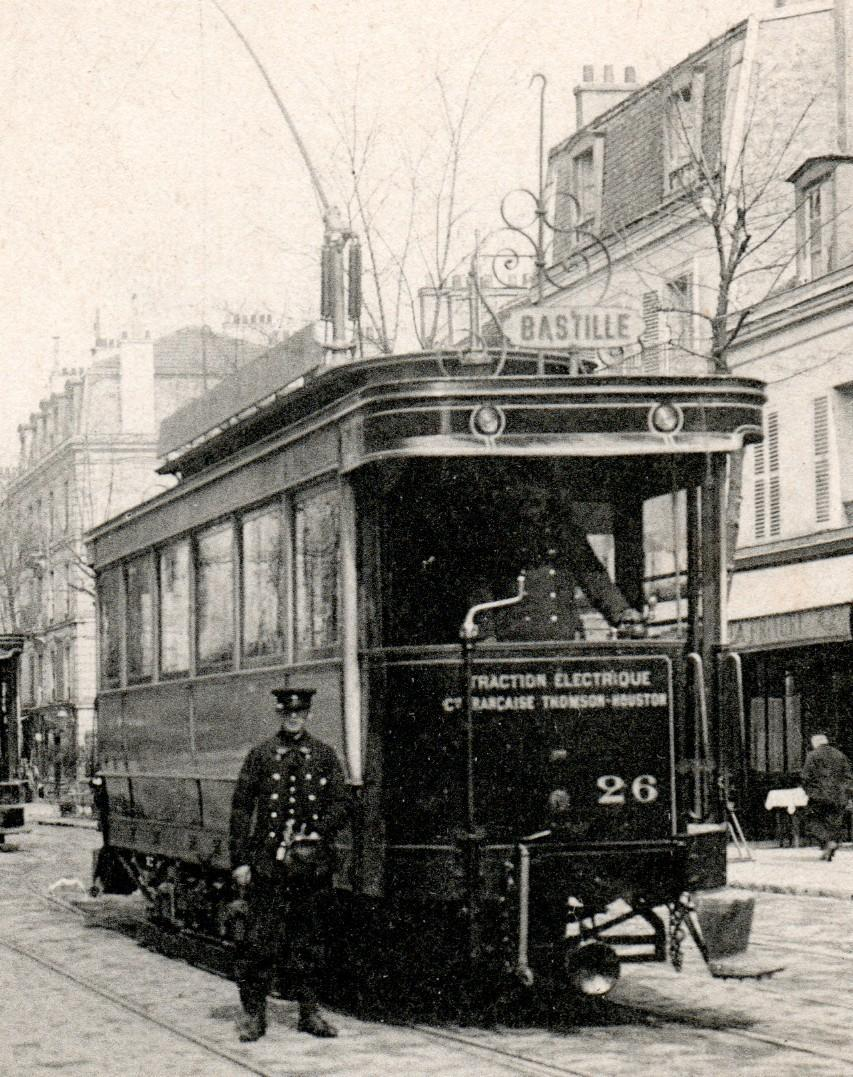
Tram elettrico della CFTH a Parigi nel 1905

La Compagnie française pour l'exploitation des procédés Thomson-Houston – poi dal 1941 Compagnie française Thomson-Houston (CFTH) – è stata un'azienda francese attiva nei settori dell'elettricità e dei trasporti.

## Storia
La società è stata creata a Parigi il 27 febbraio 1893 come filiale francese della Thomson-Houston Electric Company, in associazione con la Compagnie des compteurs, per costruire e sfruttare delle unità di produzione e di trasporto di elettricità e delle reti di tram elettrici.
Nel 1936, l'azienda fu nazionalizzata dal Front populaire.
Il 24 dicembre 1941, l'azienda assume la nuova denominazione sociale di "Compagnie française Thomson-Houston" (CFTH).
Nel 1966, l'azienda si fonda con "Hotchkiss-Brandt" per creare la società "Thomson-Houston-Hotchkiss-Brandt", che nel 1972 diventerà "Thomson-Brandt".